# 蔣奇
蔣 奇（しょう き、生没年不詳）は、中国の後漢時代末期の武将。

## 正史の事跡
| 姓名         | 蔣奇     |
| 時代         | 後漢時代 |
| 生没年       | 〔不詳〕 |
| 字・別号     | 〔不詳〕 |
| 出身地       | 〔不詳〕 |
| 職官         | 〔不詳〕 |
| 爵位・号等   | -        |
| 陣営・所属等 | 袁紹     |
| 家族・一族   | 〔不詳〕 |

袁紹の部将。その事跡は、官渡の戦い前後についてのみ残されている。
建安5年（200年）10月、官渡の戦いの終盤戦において、袁紹は都督の淳于瓊に食糧を守備するよう命じ、淳于瓊は烏巣に駐屯した。この時、袁紹の参謀にして都督である沮授は、蔣奇に別働隊を率いさせ、事前に淳于瓊と連動して曹操の奇襲に備えるよう袁紹に進言したが、受け入れられなかった。その結果、烏巣は陥落し、袁紹は曹操に大敗を喫したのである。
この敗戦後、蔣奇は同僚の孟岱と共に、日頃から仲が悪かった同僚の審配を袁紹に讒言し、失脚させた。これにより孟岱は監軍に取り立てられているが、蔣奇は如何なる官職についたかは不明である。結局その後、逢紀の弁護もあって審配は復権した。これ以降、蔣奇と孟岱は史書から姿を消す。

## 物語中の蔣奇
小説『三国志演義』では、曹操軍が烏巣へ奇襲に向かう際に、許攸の薦めで蔣奇の軍勢に仮装して、見事に袁紹の陣をすり抜けている。本物の蔣奇は、烏巣が炎上した後に袁紹の命令で救援に向かうが、今度は淳于瓊の敗軍に仮装した曹操軍を怪しみもせず合流させてしまう。その結果、軍中に紛れ込んでいた張遼により、蔣奇は一刀の下に斬り殺されてしまっている。